# Никифоров, Михаил Тихонович
Михаил Тихонович Никифоров (7 ноября 1918 — 30 октября 1993) — агроном, управляющий Комсомольским отделением Буздякского совхоза Буздякского района БАССР. Герой Социалистического Труда. Участник Великой Отечественной войны.

## Биография
Михаил Тихонович Никифоров родился 7 ноября 1918 года в деревне Казанка Буздякского района БАССР.
Образование — неполное среднее.
Трудиться начал в 1936 году после окончания курсов трактористов в Альшеевском зерносовхозе, до 1939 года работал трактористом, шофером Буздякского зерносовхоза. В 1939—1947 годах служил в рядах Красной Армии, участвовал в Великой Отечественной войне.
С 1947 году — тракторист, управляющий молочнотоварной фермой, агроном, управляющий Комсомольским отделением Буздякского совхоза Буздякского района.
Руководимое Михаилом Никифоровым отделение в течение ряда лет являлось в совхозе передовым, ежегодно получало высокие и устойчивые урожаи. За 1963—1965 года средняя урожайность зерновых на площади 2 900 гектаров составила 15,6 центнера при урожайности по совхозу 12,1 центнера. Ежегодная сдача хлеба государству составляла 24-26 тысяч центнеров, или 150—160 процентов. Благодаря хорошей организации труда в отделении освоены правильные севообороты, высоко поставлена культура земледелия, осуществлен переход на посевы сортовыми семенами. За три года себестоимость зерна снизилась на 19%.
Отделение добивалось хороших показателей в животноводстве. За три года поголовье коров выросло на 197%, а план получения телят выполнен на 122%. План сдачи мяса в 1965 году выполнен на 141%, молока — на 119%. Себестоимость мяса за три года в отделении снизилась на 12, молока — на 17 процентов.
За успехи, достигнутые в увеличении производства и заготовок пшеницы, ржи, гречихи и других зерновых, кормовых культур и высокопроизводительном использовании техники, Указом Президиума Верховного Совета СССР от 23 июня 1966 года Михаилу Никифорову присвоено звание Героя Социалистического Труда.
До ухода на пенсию в 1978 году работал управляющим отделением Буздякского совхоза Буздякского района РБ. Умер 30 октября 1993 года.
14.03.2012 Сельсовет муниципального района Буздякский присвоил улице нового микрорайона «Южный» имя М. Никифорова.

## Награды
- Герой Социалистического Труда (1966)
- Награждён орденами Ленина (1966), Трудового Красного Знамени (1971), Отечественной войны II степени (1985).
- За участие в боевых действиях против японских империалистов Указом Президиума Верховного Совета СССР от 30 сентября 1945 года награждён медалью «За победу над Японией»; Указом Президиума Верховного Совета СССР от 9 мая 1945 года медалью «За Победу над Германией в Великой Отечественной войне 1941—1945 г.г.»; в соответствии с Указом Президиума Верховного Совета СССР от 7 мая 1965 года — медалью «Двадцать лет Победы в Великой Отечественной войне 1941—1945 г.г.».